# Festival des 3 Continents
Il Festival des 3 Continents è un festival cinematografico dedicato al cinema di Africa, America Latina e Asia, che si svolge ogni anno nel mese di novembre nella città di Nantes, a partire dal 1979. È caratterizzato dalla passione e dalla curiosità, dal gusto per la scoperta e per l'incontro, dall'amore per i film del Sud e dalla volontà di aiutarli («la passion et la curiosité, le goût de la découverte et des rencontres, l'amour des films du Sud et la volonté de les servir»).
Il festival presenta una sezione competitiva, i cui premi principali sono la Mongolfiera d'oro (Montgolfière d'or) e la Mongolfiera d'argento (Montgolfière d'argent), proiezioni speciali fuori concorso, omaggi e retrospettive dedicate a singoli autori o cinematografie nazionali.
L'associazione Les 3 Continents non si limita a organizzare il festival: 
- dal 2000 dirige Produire au Sud, un atelier di formazione alla co-produzione internazionale rivolto a giovani produttori e registi di Asia, Africa, America Latina, Medio Oriente, presente anche in vari altri festival internazionali (Buenos Aires, Bangkok, Salvador de Bahia, Beyrouth...), con l'obiettivo di porre le basi durevoli di una cooperazione tra i professionisti europei e quelli di queste aree geografiche, accompagnando i singoli progetti in sviluppo;[2]
- dal 2005 si occupa, insieme a vari partner istituzionali, del Pavillon Les Cinémas du Sud al Marché International du Film del Festival di Cannes;[3]
- dal 2006 coordina la gestione del FACMAS (Fonds d'Appui à la Production de Courts-Métrages en Afrique Subsaharienne), finanziato fino al 2009 dal Ministero degli affari esteri ed europei;[4]
- dal 2007 partecipa al consorzio che gestisce il Programme d'appui au cinéma et à l'audiovisuel ACP (Afrique, Caraïbes, Pacifique), finanziato dalla Commissione europea di Bruxelles;[4]
- nel corso dell'intero anno programma anteprime e retrospettive di film del Sud nella regione della Loira e a livello nazionale.[5]

## Omaggi
Nelle varie edizioni del festival sono stati omaggiati, con retrospettive, "carte bianche" e integrali, i seguenti autori:
- Africa
  - Burkina Faso: Gaston Kaboré (1997)
  - Egitto: Salah Abou Seif (1979), Samia Gamal (1984), Youssef Chahine (1985), Ramsès Marzouk (2004)
  - Mali: Cheick Oumar Sissoko (2000)
  - Senegal: Ousmane Sembène (1981), Djibril Diop Mambéty (2010)
  - Tunisia: Ahmed Baha Eddine Attia (1994)
- America Latina
  - Brasile: Glauber Rocha (2000), Humberto Mauro (2003)
  - Messico: Gabriel Figueroa (1990), Arturo Ripstein (2011)
- Asia
  - Cina: Xie Jin (1983)
  - Corea del Sud: Im Kwon-taek (1989)
  - Filippine: Lino Brocka (1991)
  - Giappone: Ayako Wakao (1990), Seijun Suzuki (1991), Nagisa Ōshima (2007)
  - India: Ritwick Ghatak e Guru Dutt (1982), Satyajit Ray (1991), Satyajit Ray (2006), Mani Kaul (2011)
  - Iran: Abbas Kiarostami (2004)
  - Libano: Akram Zaatari (2007)
  - Kirghizistan: Tchinguiz Aïtmatov (1993), Tolomouch Okeev (2002)
  - Taiwan: Hsu Feng (1991), Tu Duu-chih (2004), Edward Yang (2008)

## Palmarès
- 1979
  - Grand Prix: Baara, regia di Souleymane Cissé (Mali)
  - Menzione: Chuquiago, regia di Antonio Eguino (Bolivia)
- 1980
  - Grand Prix: Chafika et Metwalli, regia di Ali Badrakhane (Egitto)
  - Menzione: Bereketli topraklar uezerinde, regia di Erden Kiral (Turchia)
- 1981
  - Grand Prix: Eles Não Usam Black-tie, regia di Leon Hirszman (Brasile) ex aequo Plae khao, regia di Cherd Songsri (Thailandia)
- 1982
  - Grand Prix: Imagi Ningthem, regia di Aribam Syam Sharma (India)
- 1983
  - Grand Prix: Angela Markado, regia di Lino Brocka (Filippine)
- 1984
  - Grand Prix: I figli delle mille e una notte, regia di Nacer Khemir (Tunisia) ex aequo Feng gui lai de ren, regia di Hou Hsiao-hsien (Taiwan)
  - Premi speciali: Ponirah terpidana, regia di Slamet Rahardjo (Indonesia) e Godam, regia di Dilip Chitre (India)
  - Menzioni: Meiyou hangbiao de heliu, regia di Wu Tianming (Cina), Los chicos de la guerra, regia di Bebe Kamin (Argentina) e Kuhe kyulun taduthenne, regia di Bae Chang-Ho (Corea del Sud)
- 1985
  - Grand Prix: Il corridore (Davandeh), regia di Amir Naderi (Iran) ex aequo Dongdong de jiaqi, regia di Hou Hsiao-hsien (Taiwan)
  - Premi speciali: Los dias de junio, regia di Alberto Fischerman (Argentina) e Shanghai zhi ye, regia di Tsui Hark (Hong Kong)
  - Premio per la fotografia: Terra gialla (Huang tudi), regia di Chen Kaige (Cina)
- 1986
  - Grand Prix: Ye shan, regia di Yan Xueshu (Cina)
  - Premio per la miglior regia: Taifû kurabu, regia di Shinji Sômai (Giappone)
  - Premio per la migliore musica: La boda del acordeonista, regia di Luis Fernando Bottia (Colombia)
  - Premio per la migliore interpretazione maschile: Federico Luppi (Argentina)
  - Premio per la migliore interpretazione femminile: Fernanda Torres (Brasile)
  - Menzione per l'interpretazione femminile: Hulya Kocygit - Kurbagalar
- 1987
  - Grand Prix: Anayurt oteli, regia di Omer Kavur (Turchia)
  - Premio per la migliore fotografia e musica: Lianlian fengchen, regia di Hou Hsiao-hsien (Taiwan)
  - Premio per la migliore scenografia e i migliori costumi: Ssibaj-i, regia di Im Kwon-taek (Corea del Sud)
  - Premio per il miglior sonoro: El imperio de la fortuna, regia di Arturo Ripstein (Messico)
  - Premio per la migliore interpretazione maschile: Macit Koper - Anayurt oteli
  - Premio per la migliore interpretazione femminile: Kang Soo-Yeon - Ssibaj-i
  - Menzione per l'interpretazione femminile: Ana Beatriz Nogueira - Vera
- 1988
  - Grand Prix: Inji kan, regia di Stanley Kwan (Hong Kong)
  - Premio speciale: Imagen latente, regia di Pablo Perelman (Cile)
- 1989
  - Grand Prix: Acqua, vento, sabbia (Ab, bâd, khâk), regia di Amir Naderi (Iran)
  - Secondo premio: Finzan, regia di Cheick Oumar Sissoko (Mali) ex aequo A ay, regia di Reha Erdem (Turchia)
- 1990
  - Mongolfiera d'oro: Untamagiru, regia di Go Takamine (Giappone)
  - Premio speciale della giuria: Guedeuldo woolicholum, regia di Park Kwang-su (Corea del Sud)
  - Premio della città di Nantes / Omaggio a Jacques Demy: Langitku rumahku, regia di Slamet Rahardjo (Indonesia)
  - Premio per la migliore interpretazione femminile: Shim Hye Jim - Guedeuldo woolicholum
  - Premio del pubblico: Prikosnovenie, regia di Amanjol Aitouarov (Kazakistan)
- 1991
  - Mongolfiera d'oro: Qu jia nu, regia di Yeh Hung-wei (Taiwan)
  - Premio della città di Nantes e Premio speciale della giuria: Mama, regia di Zhang Yuan (Cina) ex aequo Muno no hito, regia di Naoto Takenaka (Giappone)
  - Premio per la miglior regia: Gulin jie shanonian sha ren shijian, regia di Edward Yang (Taiwan)
  - Premio per la migliore interpretazione femminile: Carina Lau - Days of Being Wild
  - Menzione speciale: Bratan, regia di Bahtiër Hudojnazarov (RSS Tagica)
  - Premio del pubblico: Bratan, regia di Bahtiër Hudojnazarov (RSS Tagica)
  - Premio del pubblico - Menzione speciale: Mama, regia di Zhang Yuan (Cina)
- 1992
  - Mongolfiera d'oro: Xuese qingchen, regia di Li Shaohong (Cina)
  - Mongolfiera d'argento: Qairat, regia di Därejan Ömırbaev (Kazakistan)
  - Premio per la migliore interpretazione maschile: Xu Xiao Tong - Ai ni tsuite, Tokyo
  - Premio per la migliore interpretazione femminile: Marina Kobakhidze - Cammi
  - Premio Hsu Feng per il miglior film asiatico: Ai ni tsuite, Tokyo, regia di Mitsuo Yanagimachi (Giappone)
  - Premio della città di Nantes: Niaz, regia di Alireza Davudnezhad (Iran) ex aequo Dharavi, regia di Sudhir Mishra (India)
  - Premio del pubblico: Un posto nel mondo (Un lugar en el mundo), regia di Adolfo Aristarain (Argentina)
  - Premio FIP per la migliore musica: Dimitri Yanov-Yanovski - Cammi
  - Premio "Nantes aime le cinéma": Ai ni tsuite, Tokyo, regia di Mitsuo Yanagimachi (Giappone)
- 1993
  - Mongolfiera d'oro: Zhao le, regia di Ning Ying (Cina)
  - Mongolfiera d'argento: Sara, regia di Dariush Mehrjui (Iran)
  - Premio per la migliore interpretazione maschile: Huang Zongluo - Zhao le
  - Premio per la migliore interpretazione femminile: Niki Karimi - Sara ex aequo Lucia Munoz - Principio y fin
  - Premio Hsu Feng per il miglior film asiatico: Zhao le, regia di Ning Ying (Cina)
  - Premio Gilberto Martinez Solares per la migliore opera prima: Qīngshàonián Nézhā, regia di Tsai Ming-liang (Taiwan)
  - Premio della città di Nantes: Principio y fin, regia di Arturo Ripstein (Messico)
  - Premio speciale della giuria: Soltane El Medina, regia di Moncef Dhouib (Tunisia)
  - Premio del pubblico Radio France Loire Océan: Sara, regia di Dariush Mehrjui (Iran)
  - Premio FIP per la migliore musica: Lucia Alvarez - Principio y fin
- 1994
  - Mongolfiera d'oro: Dos crimenes, regia di Roberto Sneider (Messico)
  - Mongolfiera d'argento: English, August, regia di Dev Benegal (India)
  - Premio per la migliore interpretazione maschile: Lee Kang-sheng - Vive l'amour (Àiqíng wànsuì)
  - Premio per la migliore interpretazione femminile: Choi Myung-kil - Jangmibit insaeng, regia di King Hong-joon (Corea del Sud)
  - Premio Gilberto Martinez Solares per la migliore opera prima: English, August, regia di Dev Benegal (India)
  - Premio della città di Nantes per la miglior regia: Vive l'amour (Àiqíng wànsuì), regia di Tsai Ming-liang (Taiwan)
  - Premio del pubblico Radio France Loire Océan: Keusome kakosipta, regia di Park Kwang-su (Corea del Sud)
  - Premio FIP per la migliore musica: José Miguel Tobar e Miguel Miranda - Amnèsia
- 1995
  - Mongolfiera d'oro: Sin remitente, regia di Carlos Carrera (Messico)
  - Mongolfiera d'argento: Minjing gushi, regia di Nin Ying (Cina)
  - Premio per la migliore interpretazione maschile: Fernando Torre Laphame - Sin remitente
  - Premio per la migliore interpretazione femminile: Miho Uemura - Okaeri
  - Premio per il miglior giovane attore: Hossein Saki - Det, yani dokhtar
  - Premio speciale della giuria: Kardiogramma, regia di Därejan Ömırbaev (Kazakistan)
  - Premio della città di Nantes per la miglior regia: Bulan tertusuk ilalang, regia di Garin Nugroho (Indonesia)
  - Premio del pubblico Radio France Loire Océan: Sin remitente, regia di Carlos Carrera (Messico)
  - Premio del pubblico giovane: Hkhagoroloi bohu door, regia di Jahnu Barua (India)
  - Premio FIP per la migliore musica: Satya Baruah - Hkhagoroloi bohu door
- 1996
  - Mongolfiera d'oro: Yek dastan-e vaghe'i, regia di Abolfazl Jalili (Iran)
  - Mongolfiera d'argento: Cronaca di una sparizione (Segell Ikhtifa), regia di Elia Suleiman (Palestina)
  - Premio speciale della giuria: Atrof qorga burkandi, regia di Kamara Kamalova (Uzbekistan)
  - Premio della città di Nantes per la miglior regia: Mahjong, regia di Edward Yang (Taiwan)
  - Premio del pubblico Radio France Loire Océan: Tuong nho dong que, regia di Dang Nhat Minh (Vietnam)
  - Premio del pubblico giovane: Yek dastan-e vaghe'i, regia di Abolfazl Jalili (Iran)
  - Premio FIP per la migliore musica: Cronaca di una sparizione (Segell Ikhtifa), regia di Elia Suleiman (Palestina)
  - Premio degli Amis d'ARTE: Cronaca di una sparizione (Segell Ikhtifa), regia di Elia Suleiman (Palestina)
- 1997
  - Mongolfiera d'oro: Made in Hong Kong (Xiāng Gǎng zhì zào), regia di Fruit Chan (Hong Kong)
  - Mongolfiera d'argento: Ai xuoi van ly, regia di Lê Hoang (Vietnam)
  - Premio speciale della giuria: Fan ba karaoke, regia di Pen-Ek Ratanaruang (Thailandia)
  - Premio della città di Nantes per la miglior regia: Devarim, regia di Amos Gitai (Israele)
  - Premio per la migliore interpretazione maschile: Ricardo Bartis - Invierno Mala Vida
  - Premio per la migliore interpretazione femminile: Kaushalya Gidwani - Swara Mendel
  - Premio del pubblico Radio France Loire Océan: Swara Mendel, regia di Rajan Khosa (India)
  - Premio del pubblico giovane: Made in Hong Kong (Xiāng Gǎng zhì zào), regia di Fruit Chan (Hong Kong)
- 1998
  - Mongolfiera d'oro: Xiao Wu, regia di Jia Zhangke (Cina) ex aequo Wandāfuru raifu, regia di Hirokazu Kore-eda (Giappone)
  - Premio della città di Nantes per la miglior regia: Raghs-e khak, regia di Abolfazl Jalili (Iran)
  - Premio per la speranza cinematografica: Kasaba, regia di Nuri Bilge-Ceylan (Turchia)
  - Premio per la migliore interpretazione maschile: Moshé Ivgi - Yom Yom
  - Premio per la migliore interpretazione femminile: Zu Bai Tao - Xiao Wu
  - Premio FIP per la migliore musica: Ashbah Beyrotuh, regia di Ghassan Salhab (Libano)
  - Premio del pubblico ARTE: Arak el-balah, regia di Radwan El-Kashef (Egitto)
  - Premio del pubblico giovane Crédit Agricole: Arak el-balah, regia di Radwan El-Kashef (Egitto)
- 1999
  - Mongolfiera d'oro: Luna Papa, regia di Bahtiër Hudojnazarov (Tagikistan)
  - Mongolfiera d'argento: Aksuat, regia di Serik Aprymov (Kazakistan)
  - Premio della giuria: Dokomademo-ikou, regia di Akihiko Shiota (Giappone)
  - Premio della città di Nantes / Omaggio a Jacques Demy: San ju chi lian, regia di Hung Hung (Taiwan)
  - Premio per la miglior sceneggiatura: Silvia Prieto, regia di Martín Rejtman (Argentina)
  - Premio per la migliore interpretazione maschile: Dabit Kurmanbekov - Aksuat
  - Premio per la migliore interpretazione femminile: Rosario Blefari - Silvia Prieto
  - Premio del pubblico: Aksuat, regia di Serik Aprymov (Kazakistan)
  - Premio del pubblico giovane: Luna Papa, regia di Bahtiër Hudojnazarov (Tagikistan)
- 2000
  - Mongolfiera d'oro: Zhantai, regia di Jia Zhangke (Cina)
  - Mongolfiera d'argento: Koudak va sarbaz, regia di Seyyed Reza Mir-Karimi (Iran)
  - Premio della città di Nantes / Omaggio a Jacques Demy: Zhantai, regia di Jia Zhangke (Cina)
  - Premio speciale della giuria: Tri brata, regia di Serik Aprymov (Kazakistan) ex aequo Rouzi ke zan shoudam, regia di Marzieh Meshkini (Iran)
  - Premio per la migliore interpretazione maschile: Tomio Aoki, Minoru Oki e Tatsuya Mihashi - Wasurerarenu hitobito
  - Premio per la migliore interpretazione maschile - Menzione speciale: Mehdi Lafti - Koudak va sarbaz
  - Premio per la migliore interpretazione femminile: Kyoko Kazami - Wasurerarenu hitobito
  - Premio del pubblico giovane Espace Culturel Paridis: Tri brata, regia di Serik Aprymov (Kazakistan) ex aequo Koudak va sarbaz, regia di Seyyed Reza Mir-Karimi (Iran)
  - Premio del pubblico FIP/PIL: Uttarā, regia di Buddhadeb Dasgupta (India)
- 2001
  - Mongolfiera d'oro: Delbaran, regia di Abolfazl Jalili (Iran)
  - Mongolfiera d'argento: Dekha, regia di Gautam Ghose (India)
  - Premio della città di Nantes / Omaggio a Jacques Demy: Haixian, regia di Zhu Wen (Cina)
  - Premio speciale della giuria: Gaichu, regia di Akihiko Shiota (Giappone)
  - Menzione della giuria per la fotografia: Shantam, regia di Jayaraaj (India)
  - Premio per la migliore interpretazione maschile: Cheng Taisheng - Haixian ex aequo Mohamed Majd - Aoud rih
  - Premio per la migliore interpretazione femminile: Aoi Miyazaki - Gaichu
  - Premio del pubblico giovane Espaces Culturels Paridis et Atlantis: Aoud rih, regia di Daoud Aoulad Syad (Marocco)
  - Premio del pubblico FIP/PIL: Ren jian xi ju, regia di Hung Hung (Taiwan)
- 2002
  - Mongolfiera d'oro: Altyn Kyrgho, regia di Marat Sarulu (Kirghizistan)
  - Mongolfiera d'argento: Emtehan, regia di Nasser Refaie (Iran)
  - Premio della città di Nantes / Omaggio a Jacques Demy: La espera, regia di Aldo Garay (Uruguay)
  - Premio speciale della giuria: Piccole storie (Historias minimas), regia di Carlos Sorín (Argentina)
  - Premio per la migliore interpretazione maschile: Fang Chih-wei - Chang duo chiang
  - Premio per la migliore interpretazione femminile: Zhou Wenkian - Jia zhuang mei gan jué
  - Premio ARTE: All'improvviso (Tan de repente), regia di Diego Lerman (Argentina)
  - Premio del pubblico giovane Espaces Culturels Paridis et Atlantis: Piccole storie (Historias minimas), regia di Carlos Sorín (Argentina)
  - Premio del pubblico FIP/PIL: Araïs al teïn, regia di Nouri Bouzid (Tunisia)
- 2003
  - Mongolfiera d'oro: Siete dias, siete noches, regia di Joel Cano (Cuba)
  - Mongolfiera d'argento: Acque silenziose (Kamosh Pani), regia di Sabiha Sumar (Pakistan)
  - Premio della città di Nantes / Omaggio a Jacques Demy: Goodbye Dragon Inn (Bu san), regia di Tsai Ming-liang (Taiwan)
  - Premio speciale della giuria: Min, regia di Ho Yuhang (Malaysia)
  - Premio per la migliore interpretazione maschile: Erjan Bekmuratov - Malenkie ljudi
  - Premio per la migliore interpretazione femminile: Shinobu Terashima - Vibrator
  - Premio del pubblico giovane Espaces Culturels Paridis et Atlantis: Goodbye Dragon Inn (Bu san), regia di Tsai Ming-liang (Taiwan)
  - Premio del pubblico FIP/PIL: Acque silenziose (Kamosh Pani), regia di Sabiha Sumar (Pakistan)
- 2004
  - Mongolfiera d'oro: Ri ri ye ye, regia di Wang Chao (Cina)
  - Mongolfiera d'argento: Bombón - El perro regia di Carlos Sorín (Argentina)
  - Premio della città di Nantes / Omaggio a Jacques Demy: Ri ri ye ye, regia di Wang Chao (Cina)
  - Premio speciale della giuria: Una de dos, regia di Alejo Taube (Argentina)
  - Premio per la migliore interpretazione maschile: Juan Villegas - Bombón - El perro
  - Premio per la migliore interpretazione femminile: Golshifteh Farahani - Boutique
  - Premio del pubblico giovane Espaces Culturels Paridis et Atlantis - Titra Films - Ouest-France: Ri ri ye ye, regia di Wang Chao (Cina)
  - Premio del pubblico FIP/PIL: Un héros, regia di Zézé Gamboa (Angola)
- 2005
  - Mongolfiera d'oro: Melegin düsüsü, regia di Semih Kaplanoğlu (Turchia)
  - Mongolfiera d'argento: A Perfect Day, regia di Joana Hadjithomas e Khalil Joreige (Libano) ex aequo Sayonara Midori-chan, regia di Tomoyuki Furuyama (Giappone)
  - Premio della città di Nantes / Omaggio a Jacques Demy per la miglior regia: Il gusto dell'anguria (Tian bian yi duo yun), regia di Tsai Ming-liang (Taiwan)
  - Premio speciale della giuria Ciné Cinéma: Chemman chaalai, regia di Deepak Menon Kumaran (Malaysia)
  - Premio per la migliore interpretazione maschile: Ziad Saad - A Perfect Day
  - Premio per la migliore interpretazione femminile: Mari Hoshino - Sayonara Midori-chan
  - Premio per la musica originale Sacem: A Perfect Day, regia di Joana Hadjithomas e Khalil Joreige (Libano)
  - Premio del pubblico giovane Espaces Culturels Paridis et Atlantis - Titra Films - Ouest-France: Ai li si de jin zi, regia di Yao Hung-i (Taiwan)
- 2006
  - Mongolfiera d'oro: Chand kilo khorma baraye marassem-e tadfin, regia di Saman Salour (Iran)
  - Mongolfiera d'argento: Mientras tanto, regia di Diego Lerman (Argentina)
  - Premio Nouveaux Regards: Binglang, regia di Yang Heng (Cina)
  - Premio per la migliore interpretazione maschile: Nahuel Perez Biscayart - Glue
  - Premio per la migliore interpretazione femminile: Artika Sari Devi - Opera Jawa
  - Premio speciale della giuria per la migliore sceneggiatura: Chaharshanbe-soori, regia di Asghar Farhadi (Iran)
  - Premio della città di Nantes / Omaggio a Jacques Demy per la miglior regia: Tai yang yue, regia di Ho Yuhang (Malaysia)
  - Premio del pubblico FIP/PIL: Chand kilo khorma baraye marassem-e tadfin, regia di Saman Salour (Iran)
  - Premio del pubblico giovane Espace Culturel Leclerc - Titra Films - Ouest-France: Glue, regia di Alexis dos Santos (Argentina)
  - Premio SACEM per la migliore creazione sonora e musicale: Opera Jawa, regia di Garin Nugroho (Indonesia)
- 2007
  - Mongolfiera d'oro: Crime and punishement, regia di Zhao Liang (Cina)
  - Mongolfiera d'argento: Bunny Chow, regia di John Barker (Sudafrica)
  - Premio speciale della giuria: Şuğa, regia di Därejan Ömırbaev (Kazakistan)
  - Premio Nouveau Regard: Junun, regia di Fadhel Jaïbi (Tunisia)
  - Premio per la migliore interpretazione maschile: all'intero cast di Bunny Chow
  - Premio per la migliore interpretazione femminile: Oh Jung-Hae - Chun nyun hack
  - Premio del pubblico FIP/WIK: Junun, regia di Fadhel Jaïbi (Tunisia)
  - Premio della giuria giovane: Ten + Four, regia di Mania Akbari (Iran)
- 2008
  - Mongolfiera d'oro: Parque vía, regia di Enrique Rivero (Messico)
  - Mongolfiera d'argento: Bingai, regia di Feng Yan (Cina)
  - Premio speciale della giuria: La Chine est encore loin, regia di Malek Bensmail (Algeria)
  - Premio per la migliore interpretazione maschile: Norberto Coria - Parque vía
  - Premio per la migliore interpretazione femminile: Kirin Kiki - Aruitemo aruitemo
  - Premio del pubblico FIP/WIK: Songs from the Southern Seas, regia di Marat Sarulu (Kirghizistan)
  - Premio della giuria giovane Titra Films - Ouest-France: Chronicle of Longwang, regia di Li Yifan (Cina)
- 2009
  - Mongolfiera d'oro: Bandhobi, regia di Shin Dong-il (Corea del Sud)
  - Mongolfiera d'argento: Blind Pig Who Wants to Fly di Edwin (Indonesia)
  - Premio del pubblico FIP/WIK/Titra Films: Scheherazade, Tell me a Story, regia di Yousry Nasrallah (Egitto)
  - Premio della giuria giovane Ouest-France: Blind Pig Who Wants to Fly di Edwin (Indonesia)
- 2010
  - Mongolfiera d'oro: Los abrazos del río, regia di Nicolás Rincón Gille (Colombia/Belgio)
  - Mongolfiera d'argento: Cuchillo de palo, regia di Renate Costa (Paraguay/Spagna)
  - Premio del pubblico: The Fourth Portrait, regia di Chung Mong-Hong (Taiwan)
  - Premio della giuria giovane: Cuchillo de palo, regia di Renate Costa (Paraguay/Spagna)
- 2011
  - Mongolfiera d'oro: Saudade, regia di Katsuya Tomita (Giappone)
  - Mongolfiera d'argento: Rénshānrénhǎi, regia di Cai Shangjun (Cina)
  - Premio del pubblico: Hašoṭer, regia di Nadav Lapid (Israele)
  - Premio della giuria giovane: Girimunho, regia di Helvecio Marins Jr. e Clarissa Campolina (Brasile/Spagna/Germania)
- 2012
  - Mongolfiera d'oro: Tre sorelle (三姊妹S, Sān ZǐmèiP), regia di Wang Bing (Francia/Hong Kong)
  - Mongolfiera d'argento: Nosilatiaj. La Belleza, regia di Daniela Seggiaro (Argentina)
  - Menzione speciale della giuria: Jam mot deuneun bam, regia di Jang Kun-Jae (Corea del Sud)
  - Premio del pubblico: Tre sorelle (三姊妹S, Sān ZǐmèiP), regia di Wang Bing (Francia/Hong Kong)
  - Premio della giuria giovane: Engeki 1 / Engeki 2, regia di Kazuhiro Soda (Giappone)
- 2013
  - Mongolfiera d'oro: Hotori no Sakuko, regia di Koji Fukada (Giappone)
  - Mongolfiera d'argento: Feng Ai, regia di Wang Bing (Francia/Hong Kong/Giappone)
  - Menzione speciale della giuria: Ben O Değilim, regia di Tayfun Pirselimoglu (Turchia)
  - Premio del pubblico: Ghaedeye tasadof, regia di Behnam Behzadi (Iran)
  - Premio della giuria giovane: Hotori no Sakuko, regia di Koji Fukada (Giappone)
- 2014
  - Mongolfiera d'oro: Ja-yu-ui eondeok, regia di Hong Sang-soo (Corea del Sud)
  - Mongolfiera d'argento: La canzone perduta, regia di Erol Mintaş (Turchia)
- 2015
  - Mongolfiera d'oro: Kaili Blues, regia di Bi Gan (Cina)
  - Mongolfiera d'argento: Happīawā, regia di Ryūsuke Hamaguchi (Giappone)
- 2016
  - Mongolfiera d'oro: In the Last Days of the City, regia di Tamer El Said (Egitto)
  - Mongolfiera d'argento: Destruction Babies, regia di Tetsuya Mariko (Giappone)
- 2017
  - Mongolfiera d'oro: Xùnmǎ, regia di Tao Gu (Cina)
  - Mongolfiera d'argento: Jia Nian Hua, regia di Vivian Qu (Cina)
- 2018
  - Mongolfiera d'oro: Memories of my Body, regia di Garin Nugroho (Indonesia)
  - Mongolfiera d'argento: Three Adventures of Brooke, regia di Yuan Qing (Cina)
- 2019
  - Mongolfiera d'oro: Öndög, regia di Quan'an Wang (Cina)
  - Mongolfiera d'argento: 143 Sahara Street, regia di Hassen Ferhani (Algeria)